# Neobradypontius inexpectatus
Neobradypontius inexpectatus is een eenoogkreeftjessoort uit de familie van de Artotrogidae. De wetenschappelijke naam van de soort is voor het eerst geldig gepubliceerd in 1961 door Eiselt.